# PSR J1311–3430
PSR J1311–3430 är en dubbelstjärna i norra delen av stjärnbilden Kentauren och är en pulsar med en rotationsperiod på 2,5 millisekunder. 
Objektet identifierades ursprungligen av Energetic Gamma Ray Experiment Telescope som en ljus gammastrålkälla, men erkändes inte som en pulsar förrän observationer med Fermi Gamma-ray Space Telescope upptäckte pulserad gammastrålning. Pulsaren har en heliumdominerad följeslagare som är mycket mindre massiv än primärstjärnan och de två befinner sig i en omloppsbana med en period på 93,8 minuter. Systemet förklaras av en modell där massa från följeslagaren med låg massa överfördes till pulsaren, vilket ökade pulsarens massa och minskade dess period. Dessa system är kända som Svarta änkan-pulsarer, uppkallade efter det ursprungliga systemet som upptäcktes, PSR B1957+20, och kan så småningom leda till att följeslagaren förångas helt. Bland system som dessa är omloppstiden för PSR J1311–3430 den kortaste som någonsin hittats. Spektroskopiska observationer av följeslagaren tyder på att pulsarens massa är 2,7 (solmassor). Även om det finns stor osäkerhet i denna uppskattning, är den minsta massan för pulsaren som författarna tycker passar tillräckligt med data 2,15, som fortfarande är mer massiv än PSR J1614−2230, den tidigare rekordhållaren som den mest massiva kända pulsaren.
I ett försök att upptäcka ett nytt ursprung för gammastrålning utförde Roger Romani en djup sökning efter motsvarigheter till de ljusaste oidentifierade gammastrålningskällorna. Hans sökning avslöjade optisk och röntgenstrålning på samma plats som 2FGL J1317.7–3429 som förändrade amplituden med en period av ungefär 1,5 timme och föreslog att ursprunget kunde vara en millisekundpulsar i ett system av typen svart änka, men noterade också att detta skulle behöva bekräftas genom upptäckten av pulseringar i gammastrålningsdata eller vid radiovåglängder.
Inom några månader bekräftades denna gissning. En blind sökning av mer än fyra års Fermi-data, ledd av Holger Pletsch, avslöjade att 2FGL J1317.7–3429 var en millisekundpulsar med en 2,5 millisekundperiod, det första exemplet på en millisekundpulsar observerad via gammastrålningspulseringar. Efter upptäckten av pulseringarna fick den namnet PSR J1311–3430, med "PSR" som betecknar pulsar. Uppföljande radioobservationer kunde också upptäcka intermittenta radiopulseringar med Green Bank Telescope som bara var synliga under <10 procent av tiden källan observerades. Författarna föreslog att pulserna kunde förmörkas eller spridas av material i systemet.

## Egenskaper
Riktningen och tidpunkten för gammastrålningspulseringarna hos PSR J1311–3430 användes för att bestämma pulsarens rotationsperiod till 2,5 millisekunder. Närvaron av följeslagaren till pulsaren orsakar mycket små variationer i den tid då dessa pulser verkar emitteras, vilket innebär att exakt timing gör att följeslagarens minsta massa kan bestämmas med hjälp av Keplers tredje lag. Minsta massa som finns med denna metod är 8,2 x 10-3, eller ungefär åtta Jupitermassor. Optisk spektroskopi av denna följeslagare avslöjar att den huvudsakligen består av helium, utan att något väte detekteras. Variationer i den optiska ljusstyrkan avslöjar stora temperaturvariationer hos följeslagaren. Modellering av variationerna tyder på stark uppvärmning av följeslagaren av pulsaren, och att följeslagaren nästan fyller sin Roche-lob. Ett objekt som stiger över dess Roche-lob kommer att förlora massa till dess mer massiva följeslagare. Ett sådant scenario används för att förklara hur följeslagaren i detta system, en gång sannolikt en stjärna, förlorade så mycket massa för att bli ett planetmassobjekt. Ackretionen av detta material förklarar också "spin-up" av millisekundpulsaren, så att den kan ha en så kort rotationsperiod. Det är möjligt att PSR J1311–3430 så småningom helt kommer att förånga sin följeslagare och bli en ensam millisekundpulsar.

## Betydelse
Identifieringen av en millisekundpulsar via en blind sökning av gammastrålningsdata ensam ger hopp om att andra gammastrålningskällor med okänt ursprung kan identifieras som millisekundpulsarer, särskilt med tanke på att radiopulser från PSR J1311–3430 detekterades mindre än 10 procent av den observerade tiden. Bland kända binära pulsarsystem av svart änke-typ har PSR J1311–3430 den kortaste omloppsperioden och en massa som är begränsad till att vara större än 2,1 solmassor. Denna massbestämning för pulsaren stöder den gällande uppfattningen att dessa system är värdar för pulsarer med stor massa och ger också begränsningar för tillståndsekvationen för neutronstjärnor, vilket starkt gynnar "styva" tillståndsekvationer.